# 김용대 (축구인)
김용대(한국 한자: 金龍大, 1979년 10월 11일 ~ )는 대한민국의 전 축구 선수이자 현 축구 해설가로 선수 시절 포지션은 골키퍼였으며 현재 울산 현대 GK 코치로 재직 중이다.

## 클럽 경력
2002년 부산 아이콘스에 입단하여, 2004년 FA컵 우승에 큰 공헌을 하였고, 대회 MVP를 차지하였다.
2006년 성남 일화 천마로 이적하여, 2006년 K-리그 우승, 2007년 K-리그 준우승에 크게 기여하였다. 2008년 군 복무를 위해 광주 상무 불사조에 입대하였고,2009년 11월 성남 일화 천마로 복귀하였다.
그 후, 인천과의 2009 K리그 플레이오프 연장전 때 김정우와 교체투입되었고, 그 과정에서 정성룡은 필드 플레이어로 뛰는 진풍경이 펼쳐지기도 하였다. 그리고, 인천과의 승부차기에서 3-2 승리를 이끌어냈으며, FA컵 결승전에는 주전으로 뛰어 준우승을 이끌어냈다. 그 후, 잠시동안 성남에서 주전 자리를 굳힌 정성룡과 경쟁 구도를 이뤘다.
하지만, 시즌이 끝난 후, 신태용 감독이 자신이 감독으로 부임했을 때부터 중용해오던 정성룡을 선택하게 되자, 2010 시즌을 앞두고 FC 서울로 이적하여, 서울을 10년 만에 K리그 우승하는데 공헌한데 이어 K리그 베스트 11 GK부문에 선정되었다.
2011 시즌 중, 2011년 4월 30일 서울월드컵경기장에서 벌어진 제주와의 리그 경기에서 후반 25분 신영록과 부딪히며 코뼈 골절 부상을 당하자, 마스크를 쓰고 경기에 출전하기도 하였다.
그 후, 2012 시즌에도 서울을 K리그 우승하는데 공헌하였으며 K리그 베스트 11 GK부문에 선정되었다. 그리고, AFC 챔피언스리그 준우승에 일조하였으며, AFC 챔피언스리그 드림팀 베스트11 GK 부문에 선정되었다.
2015 시즌에는 유상훈에게 주전 경쟁에 밀려 12경기 출전에 그쳤으며, 시즌 후, 서울이 인천 골키퍼였던 유현을 영입하자, 김용대는 이적할 팀을 모색하였고, 2016년 2월 11일에 6년 간 몸담았던 서울을 떠나 울산 현대로 이적하였다.

2016년 4월 17일에 열린 제주와의 홈 경기에서 K리그 클래식 통산 11번째로 400경기에 출전하였다. 이 경기에서 김용대는 2번의 슈퍼 세이브를 보였지만, 팀이 0-1로 패배하여 빛이 바랬다. 6월 15일에 있었던  전남과의 현대오일뱅크 K리그 클래식 2016 14라운드에서 전반 3분에 나온 김영욱의 강력한 중거리 슈팅이 골대를 강타, 김용대를 맞고 골라인을 통과했다. 이는 김영욱의 득점이 아닌 자책골로 인정되어 프로축구 통산 10호 골키퍼 자책골로 기록되었다. 뒤이어 2016년 10월 2일에 있었던 리그 33라운드에서 인천 김도혁이 올린 크로스가 김성환을 맞고 굴절, 김용대를 맞으며 골이 되었고, 한 시즌에 두 번이나 자책골을 만드는 불운을 겪었다.
2017년 2월 7일에 있었던 아시아챔피언스리그(ACL) 플레이오프 경기에서 승부차기 끝에 킷치의 다섯번째 키커 페르난도의 슛을 막아내어 4-3으로 승리, 울산을 ACL 본선 E조에 합류시켰다.
그리고, 울산을 34년 만에 FA컵 우승으로 이끌었으며, 13년 만에 두 번째로 FA컵 MVP에 선정되었다.
2018 시즌을 끝으로 FA 신분이 된 김용대는 현역 은퇴하여 이강, 송종국과 함께 SLFC라는 클럽에서 지도자 생활을 시작하게 되었다. 2019년 4월 20일에 울산과 성남과의 경기 때 은퇴식을 치렀다.
프로 무대에서 은퇴한 이후, 의류 브랜드인 플레이어스의 모델로 발탁되어 2019년에는 대한민국 5부 축구리그인 K5리그 서울권역 우승팀인 서울 벽산 플레이어스 FC에서 잠시 플레잉코치로 뛰기도 했다.
하지만 말 그대로 일시적이었고, 이후에는 플레이어스가 용품을 공급하는 "김용대 GK 아카데미"라는 축구교실을 운영하여 유소년 골키퍼 양성에 전념하고 있다.
2025년 8월 5일에 신태용의 부름을 받고 울산 현대 GK 코치로 부임하였다. 

## 국가대표팀 경력
2000년 4월 5일 2000년 AFC 아시안컵 예선에서 라오스와의 경기로 A매치 데뷔전을 치렀다. 2006년 FIFA 월드컵 등의 많은 대회에 참가하였다.
2002년 FIFA 월드컵 사령탑을 맡은 거스 히딩크 감독의 축구대표팀에 합류하였지만, 대표팀에서의 소극적인 모습 및 몇가지 실책 등으로 인하여 결국 월드컵 엔트리에서 탈락하였다. 하지만 거스 히딩크 감독이 월드컵 엔트리 탈락 이유로 든 식사 중에 아이스크림을 자주 먹는다는 일화는 거스 히딩크 감독의 개인적인 오해로, 후에 김용대와 기자와의 인터뷰에서 대표팀 선배들의 심부름으로 아이스크림을 사왔다고 해명하였다.
이후 한동안 선발되지 못하다가 딕 아드보카트 감독에 의해 2006년 FIFA 월드컵 엔트리에 발탁되었지만, 이운재의 그늘에 가려 그라운드를 밟지 못하였다. 하지만 2006년 FIFA 월드컵 이후 소속팀에서 부진한 모습을 보여 박호진과의 주전 경쟁에서 밀린 이운재가 축구대표팀에서 제외되자 김영광, 정성룡과 주전 골키퍼 경쟁을 벌였고, 2007년 2월 7일 영국 런던에서 열린 그리스와의 친선경기에서 눈부신 선방을 펼쳐 팀의 1-0 승리를 이끄는 등 인상적인 모습을 보여주었다. 그러나 이운재가 복귀하여 한동안 경기에 나서지 못하였다.
이운재가 2007년 AFC 아시안컵 본선 당시에 있었던 음주 파동으로 인해 대한축구협회로부터 대표팀 경기 출전 정지 조치를 받으면서 다시 기회를 받았다. 2008년 1월 30일 칠레와의 친선 경기에서 허리 부상으로 대표팀에서 중도 하차한 김병지 대신 발탁되어 다시 김영광, 정성룡과 주전 골키퍼 경쟁을 벌였다. 하지만 2008년 5월 31일 요르단과의 2010년 FIFA 월드컵 예선 경기에서 치명적인 실책을 범하는 등 부진한 모습을 보였고, 결국 2-2로 비기고 말았다. 이후 허정무 감독은 언론과의 인터뷰에서 이운재의 사면을 요청하는 등 김용대에 대한 실망감을 나타내었고, 이후 국가대표에 선발되지 못했다.

## 경력 목록

### 클럽 경력
- 2002년 ~ 2005년  부산 아이콘스
- 2006년 ~ 2009년  성남 일화 천마
- 2008년 ~ 2009년  광주 상무 불사조 (군 복무)
- 2010년 ~ 2015년  FC 서울
- 2016년 ~ 2018년  울산 현대

### 국가대표팀 경력
- 2000년 AFC 아시안컵 대표
- 2004년 AFC 아시안컵 대표
- 2006년 FIFA 월드컵 대표
- 2007년 AFC 아시안컵 대표
- 2011년 AFC 아시안컵 대표

## 수상 내역

### 개인
- 2001년 추계대학축구연맹 MVP 수상
- 2001년 추계대학축구연맹 GK상 수상
- 2004년 FA컵 MVP 수상
- 2007년 K리그 대상 특별상 수상
- 2010년 K리그 베스트 11 GK 부문 수상
- 2012년 K리그 베스트 11 GK 부문 수상
- 2013년 AFC 챔피언스리그 드림팀 베스트11 GK부문 수상
- 2017년 FA컵 MVP 수상

### 클럽

#### 부산 아이파크
- FA컵
  - 우승 : 2004

#### 성남 일화 천마
- K리그
  - 우승 : 2006
  - 준우승 : 2007
- 리그컵
  - 준우승 : 2006, 2009
- FA컵
  - 준우승 : 2009

#### FC 서울
- K리그
  - 우승 : 2010, 2012
- 리그컵
  - 우승 : 2010
- AFC 챔피언스리그
  - 준우승 : 2013
- FA컵
  - 우승 : 2015
  - 준우승 : 2014

#### 울산 현대
- FA컵
  - 우승 : 2017
  - 준우승 : 2018

### 국가대표팀
- 2002년 아시안 게임 축구 동메달
- 2000년 AFC 아시안컵 3위
- 2007년 AFC 아시안컵 3위
- 2011년 AFC 아시안컵 3위

## 기타
2017년 5월 25일에는 김도훈 감독과 김인성, 이종호, 김승준, 최규백, 박용우, 정승현 등 울산 현대 선수들과 함께 피파온라인3의 신규모드 3vs3 롤플레이 모드 시연과 직접 게임하는 광고 영상을 촬영하였다.

## 방송
- tvN 《골든일레븐》 (2020년)
- JTBC 《축구로 하나되다-팀코리아》 (2021년)
- tvN 《전설이 떴다 군대스리가》 (2022년)
- 채널A, 채널S 《천하제일장사2》 (2023년)

## 참고 자료
- 김용대 인터뷰 -“처음 골키퍼 하라고 했을 때 펑펑 울었다”